# Vignate
Vignate is een gemeente in de Italiaanse metropolitane stad Milaan (regio Lombardije) en telt 8237 inwoners (31-12-2004). De oppervlakte bedraagt 8,6 km², de bevolkingsdichtheid is 981 inwoners per km².

## Demografie
Vignate telt ongeveer 3174 huishoudens. Het aantal inwoners steeg in de periode 1991-2001 met 10,8% volgens cijfers uit de tienjaarlijkse volkstellingen van ISTAT.
| Jaar | Inwoneraantal |
| ---- | ------------- |
| 1991 | 7087          |
| 2001 | 7854          |

## Geografie
Vignate grenst aan de volgende gemeenten: Cernusco sul Naviglio, Cassina de' Pecchi, Melzo, Rodano, Liscate, Settala.